# Geolycosa katekeana
Geolycosa katekeana là một loài nhện trong họ Lycosidae.
Loài này thuộc chi Geolycosa. Geolycosa katekeana được Carl Friedrich Roewer miêu tả năm 1960.